# Von Kaulbars
von Kaulbars var en svensk adlig ätt.
Ättens stamfader var en från Pommern bördig Johan Kaulbars, som var hovmästare hos riksmarsken Jakob De la Gardie och slutligen ryttmästare vid Livregementet samt adlades 1653 (men introducerades ej) och kom att få nummer 643. Hans ätt fortlevde med söner från hans äktenskap med Beata Leuhusen, vars far var underståthållare och modern tillhörde ätten Rosenstjerna. Äldste sonen Regner von Kaulbars inträdde i fransk tjänst, konverterade till katolicismen och blev riddare av S:t Louis orden; dennes son inträdde i rysk tjänst varmed ättegrenen kom att bli utgången i Sverige. Även ättlingarna till andre sonen, Jacob von Kaulbars, flyttade från Sverige. I Sverige fortlevde ätten med deras bror Wilhelm Ludvig von Kaulbars, som var överste i tysk-romersk tjänst och som stupade i Katalonien 1695. Dennes hustru Hedvig Christina Cymin var av skotsk adel.

## Friherrliga ätten
Från de sistnämnda makarna fortlevde ätten i Sverige med endast en son, generalen Johan Fredrik von Kaulbars. Han upphöjdes 1751 i friherrligt stånd, varmed den adliga ätten nr 643 blev utgången. Den friherrliga ätten introducerades på nummer 231 år 1752. Friherre von Kaulbars var gift med grevinnan Sophia Fredrika Cronhielm af Flosta som var dotter till Gustaf Cronhielm och dotterdotter till Lars Wallenstedt, och fick oaktat att han gifte om sig endast barn i det äktenskapet. En av deras söner var Lars Fredrik von Kaulbars som var far till Fredrika von Kaulbars. En kusin till henne, Reinhold August von Kaulbars, förklarades för arvinge till flera gods i Estland och kom att utflytta från Sverige.
Ättens svenska gren utgick på svärdssidan 1874.